# Thetidia confluens
Thetidia confluens là một loài bướm đêm trong họ Geometridae.